# Bank Panic
Bank Panic — аркадная игра, разработанная Sanritsu и выпускавшаяся Sega в 1984.

## Описание
Игрок выполняет роль шерифа на Диком Западе, который должен защитить банк и его посетителей от грабителей в маске. Банк в игре представлен как круг с двенадцатью нумерованными дверями и игроком в центре. Игрок может поворачиваться влево или вправо. При этом он видит одновременно три двери. Когда двери открываются, из-за них может появиться клиент (который уронит мешок с деньгами, чтобы внести вклад), грабитель (который попытается выстрелить в игрока) или мальчик (который будет держать в руках стопку из шляп (от 3 до 5), в которые игрок должен быстро выстрелить, чтобы получить мешок денег или бонусное время). Уровень заканчивается, когда во все двенадцать дверей зашли один или несколько клиентов и сделали вклад. В верхней части экрана присутствуют нумерованные ящики, в которых красным знаком доллара показаны двери, в которые сделан вклад.
Через случайный промежуток времени в одну из дверей помещается бомба, и начинается быстрый обратный отсчёт с 99. Игрок должен подойти к этой двери и уничтожить бомбу стрельбой. Стрельба в клиента, получение ранения от грабителя, неудачное уничтожение бомбы или окончание отведённого на уровень времени (которое показывается прямоугольником внизу экрана) приводит к потере одной жизни.
В грабителей можно стрелять, как только они появились («нечестное» убийство), хотя больше очков можно получить, если дождаться, пока они вынут оружие («честное» убийство).
Фоновой музыкой игры является зацикленная песня «Дикси». Темп музыки ускоряется, когда у игрока практически кончилось время.